# Jordi de Lloria
Jordi de Lloria, de Llúria o de Lòria (sud d'Itàlia?, últim terç del segle xiii - Barcelona, 1335) fou un frare mercedari, venerat en el si de l'Orde de la Mercè.
Era nebot de l'almirall Roger de Llúria i seguí la carrera militar. Cap als vint-i-tres anys, assabentat que un parent seu, Ramon de Montfort, havia entrat en l'Orde de la Mercè com a novici, va intentar rescatar-lo per la força perquè tornés a la vida cortesana. No obstant això, va sentir ell mateix la crida religiosa i ingressà també en l'orde en el Convent de Santa Eulàlia de Barcelona com a germà llec, prenent el nom de Jordi de la Mare de Déu.
Hi feu grans penitències i portà una vida de gran austeritat, lliurada a la meditació i el silenci. Va morir al convent de Barcelona en 1339.
És venerat com a beat en el si de l'Orde Mercedari, amb festivitat el 14 de juliol.